# Hamburg European Open 2020
Hamburg European Open 2020, známý také pod názvem German Tennis Championships 2020, byl tenisový turnaj pořádaný jako součást mužského okruhu ATP Tour, který se odehrával ve druhém největším německém městě Hamburku na otevřených antukových dvorcích. Konal se mezi 20. až 27. zářím 2020 v areálu Am Rothenbaum jako 114. ročník turnaje. Kvůli pokračující pandemii covidu-19, která vedla k pětiměsíčnímu přerušení sezóny byla hamburská událost přeložena z července do prvního podzimního týdne před pařížský grandslam Roland Garros.
Snížený rozpočet hamburské události, patřící do kategorie ATP Tour 500, činil 1 203 960 eur. Nejvýše nasazeným hráčem ve dvouhře se stal pátý muž žebříčku Daniil Medveděv z Ruska. Jako poslední přímý účastník do hlavní soutěže ve dvouhře nastoupil 48. hráč žebříčku, Japonec Jošihito Nišioka.
Pátý singlový titul na okruhu ATP Tour získal 22letý Rus Andrej Rubljov. Deblovou soutěž ovládla australsko-novozélandská dvojice John Peers a Michael Venus, jejíž členové vyhráli druhou společnou trofej.

## Rozdělení bodů a finančních odměn

### Rozdělení bodů
| Soutěž  | vítězové | finalisté | semifinalisté | čtvrtfinalisté | 16 v kole | 32 v kole | Q  | Q2 | Q1 |
| ------- | -------- | --------- | ------------- | -------------- | --------- | --------- | -- | -- | -- |
| dvouhra | 500      | 300       | 180           | 90             | 45        | 0         | 20 | 10 | 0  |
| čtyřhra | 500      | 300       | 180           | 90             | 0         | —         | —  | —  | —  |

### Finanční odměny
| Soutěž                              | vítězové | finalisté | semifinalisté | čtvrtfinalisté | 16 v kole | 32 v kole | Q2      | Q1      |
| ----------------------------------- | -------- | --------- | ------------- | -------------- | --------- | --------- | ------- | ------- |
| dvouhra                             | 79 330 € | 64 075 €  | 45 985 €      | 31 285 €       | 24 690 €  | 13 640 €  | 6 215 € | 3 450 € |
| čtyřhra                             | 30 530 € | 24 270 €  | 19 150 €      | 13 570 €       | 7 480 €   | —         | —       | —       |
| částka ve čtyřhře je uvedena na pár |          |           |               |                |           |           |         |         |

## Mužská dvouhra

### Nasazení
| Stát                         | Hráč                  | ATP | Nasazení |
| ---------------------------- | --------------------- | --- | -------- |
| Rusko                        | Daniil Medveděv       | 5.  | 1.       |
| Řecko                        | Stefanos Tsitsipas    | 6.  | 2.       |
| Francie                      | Gaël Monfils          | 9.  | 3.       |
| Španělsko                    | Roberto Bautista Agut | 10. | 4.       |
| Rusko                        | Andrej Rubljov        | 12. | 5.       |
| Itálie                       | Fabio Fognini         | 13. | 6.       |
| Argentina                    | Diego Schwartzman     | 15. | 7.       |
| Rusko                        | Karen Chačanov        | 16. | 8.       |
| Žebříček ATP k 14. září 2020 |                       |     |          |

### Jiné formy účasti na turnaji
Následující hráči obdrželi divokou kartu do hlavní soutěže:
- Yannick Hanfmann
- Karen Chačanov
- Philipp Kohlschreiber

Následující hráč obdržel do hlavní soutěže zvláštní výjimku:
- Dominik Koepfer

Následující hráč nastoupil do hlavní soutěže pod žebříčkovou ochranou:
- Kevin Anderson

Následující hráči postoupili z kvalifikace:
- Pablo Cuevas
- Tommy Paul
- Tennys Sandgren
- Jiří Veselý

Následující hráči postoupil z kvalifikace jako tzv. šťastní poražení:
- Alexandr Bublik
- Gilles Simon

### Odhlášení
před začátkem turnaje
- Matteo Berrettini → nahradil jej  Ugo Humbert
- Pablo Carreño Busta → nahradil jej  Casper Ruud
- Alex de Minaur → nahradil jej  Jan-Lennard Struff
- David Goffin → nahradil jej  Albert Ramos-Viñolas
- Hubert Hurkacz → nahradil jej  Lorenzo Sonego
- John Isner → nahradil jej  Adrian Mannarino
- Diego Schwartzman → nahradil jej  Alexandr Bublik
- Denis Shapovalov → nahradil jej  Gilles Simon

### Skrečování
- Benoît Paire

## Čtyřhra

### Nasazení párů
| Země                                                                    | Hráč                 | Země               | Hráč             | ATP | Nasazení |
| ----------------------------------------------------------------------- | -------------------- | ------------------ | ---------------- | --- | -------- |
| Kolumbie                                                                | Juan Sebastián Cabal | Kolumbie           | Robert Farah     | 3.  | 1.       |
| USA                                                                     | Rajeev Ram           | Spojené království | Joe Salisbury    | 11. | 2.       |
| Polsko                                                                  | Łukasz Kubot         | Brazílie           | Marcelo Melo     | 14. | 3.       |
| Španělsko                                                               | Marcel Granollers    | Argentina          | Horacio Zeballos | 21. | 4.       |
| Žebříček ATP k 14. září 2020; číslo je součtem umístění obou členů páru |                      |                    |                  |     |          |

### Jiné formy účasti
Následující páry obdržely divokou kartu do hlavní soutěže:
- Yannick Hanfmann /  Mats Moraing
- Frederik Nielsen /  Tim Pütz

Následující pár postoupil z kvalifikace:
- Radu Albot /  Ajsám Kúreší

Následující pár postoupil z kvalifikace jako tzv. šťastný poražený:
- Marvin Möller /  Milan Welte

### Odhlášení
- Marcel Granollers /  Horacio Zeballos → nahradil je   Marvin Möller /  Milan Welte

### Skrečování
- Robert Farah /  Juan Sebastián Cabal

## Přehled finále

### Mužská dvouhra
- Andrej Rubljov vs.  Stefanos Tsitsipas, 6–4, 3–6, 7–5

### Mužská čtyřhra
- John Peers /  Michael Venus vs.  Ivan Dodig /  Mate Pavić, 6–3, 6–4